# 탄소 쇼비니즘
탄소 쇼비니즘(carbon chauvinism)은 외계 생명이 지구의 생명을 닮았을 것이라는 가정을 반박하기 위해 만들어진 신조어이다. 다시 말해, 생명은 반드시 탄소를 중심으로 하는 화학 반응으로 유지되어야 한다는 가정을 부르는 말이다.

## 같이 보기
- 배타주의
- 화학적 진화